# Scheer (Familienname)
Scheer ist ein deutscher Familienname.

## Namensträger
- Alexander Scheer (* 1976), deutscher Schauspieler
- Andreas Scheer (1837–1916), württembergischer Landtagsabgeordneter
- Andrew Scheer (* 1979), kanadischer Politiker
- August-Wilhelm Scheer (* 1941), deutscher Wirtschaftsinformatiker
- Bettina Scheer (* 1969), deutsche Musikpädagogin und Tanzpädagogin
- Brigitte Scheer (* 1935), deutsche Philosophin
- Brigitte Scheer-Schäzler (* 1939), österreichische Amerikanistin
- Charles Scheer (1871–1936), französischer evangelischer Pastor und Politiker
- Diethelm Scheer (1909–1996), deutscher Ichthyologe, Hochschullehrer, Widerstandskämpfer und NS-Opfer
- Dolf van der Scheer (1909–1966), niederländischer Eisschnellläufer
- Eduard Scheer (1840–1916), deutscher klassischer Philologe
- Elke Scheer (* 1965), deutsche Physikerin und Hochschullehrerin
- Ernst Scheer (1887–1960), Schweizer Politiker und Unternehmer
- Eve Scheer (* 1977), deutsche Schauspielerin und Autorennfahrerin
- François Scheer (1934–2024), französischer Diplomat
- Franz Scheer (1917–1997), österreichischer Hotelier, Cafetier, Versicherungsangestellter und Politiker
- Frederick Scheer (1792–1868), deutsch-britischer Kaufmann und Pflanzenliebhaber
- Georg Scheer (1910–2004), deutscher Elektrotechniker und Meeresbiologe (Xarifa-Expeditionen mit Hans Hass)
- Hartmut Scheer (1941–2025), deutscher Diplomat
- Hermann Scheer (Politiker, 1855) (1855–1928), Jurist und Minister des Großherzogtums Oldenburg
- Hermann Scheer (Politiker, 1944) (1944–2010), deutscher Politiker, Solarenergie-Aktivist und Träger des Alternativen Nobelpreises
- Ilse Scheer (1935–2007), österreichische Schauspielerin und Regisseurin
- Irm Scheer-Pontenagel, deutsche Malerin, Geschäftsführerin und Herausgeberin
- Irma Lang-Scheer (1901–1986), akademische Malerin und Künstlerin
- Jan Scheer (* 1975), deutscher Diplomat
- Jens Scheer (1935–1994), deutscher Physiker und Atomkraftgegner
- Joachim Scheer (1927–2020), deutscher Bauingenieur
- Jörn W. Scheer (* 1941), deutscher Psychologe
- Karl Scheer (1879–1955), Schweizer Architekt
- Karl-Herbert Scheer (1928–1991), deutscher Science-Fiction-Schriftsteller
- Kathrin Scheer (* 1979), deutsche Songwriterin und Sängerin
- Klaus Scheer (* 1950), deutscher Fußballspieler und -trainer
- Kurt Scheer (1888–1963), deutscher Kinderarzt
- Manfred Scheer (* 1955), deutscher Chemiker
- Martin Scheer, österreichischer Musikproduzent
- Mary Scheer (* 1963), US-amerikanische Schauspielerin
- Max Scheer (1926–2000), deutscher Physiker
- Maximilian Scheer (1896–1978; eigentlich: Walter Schlieper), deutscher Journalist und Schriftsteller
- Michael Scheer, deutscher Verhaltensbiologe und Bioakustiker
- Monique Scheer (* 1967), deutsch-amerikanische Kulturwissenschaftlerin
- Nina Scheer (* 1971), deutsche Umweltunternehmerin und SPD-Politikerin
- Paul Scheer (General) (1889–1946), deutscher SS-Gruppenführer und Generalleutnant der Polizei
- Paul Scheer (Schauspieler) (* 1976), US-amerikanischer Schauspieler, Comedian, Autor, Produzent und Regisseur
- Peer Scheer (* 1983), deutscher Basketballspieler
- Peter Scheer (* 1951), israelisch-österreichischer Pädiater, Psychotherapeut und Autor
- Pitty Scheer (1925–1997), Luxemburger Radrennfahrer
- Regina Scheer (* 1950), deutsche Schriftstellerin
- Reinhard Scheer (1863–1928), deutscher Admiral
- Robert Scheer (* 1936), US-amerikanischer Journalist und Politiker
- Robert Scheer (Schriftsteller) (* 1973), deutscher Schriftsteller
- Roger P. Scheer (* 1934), pensionierter Generalmajor der US Air Force
- Rudolf Scheer (Philologe) (1915–1983), deutscher Klassischer Philologe und Byzantinist
- Sandro Scheer (* 1978), deutscher Politiker (AfD)
- Sar Adina Scheer (* 1994), deutsche Theater- und Filmschauspielerin
- Tamara Scheer (* 1979), österreichische Historikerin
- Tanja Scheer (* 1964), deutsche Althistorikerin
- Thorsten Scheer (* 1961), deutscher Kunsthistoriker und Hochschullehrer
- Udo Scheer (* 1951), deutscher Schriftsteller
- Volker G. Scheer (* 1940), deutscher Kaufmann, Betriebswirt und Heimatforscher
- Werner Scheer (1893–1976), deutscher Marineoffizier, zuletzt Konteradmiral im Zweiten Weltkrieg
- Wilhelm Scheer (1906–1944), deutscher Widerstandskämpfer und KPD-Mitglied